# Probaryconus magnificus
Probaryconus magnificus är en stekelart som först beskrevs av Alan Parkhurst Dodd 1913.  Probaryconus magnificus ingår i släktet Probaryconus och familjen Scelionidae. Inga underarter finns listade i Catalogue of Life.